# Miller House
La Miller House est une maison moderne du milieu du XXe siècle conçue par l’architecte Eero Saarinen et située à Columbus dans l’Indiana aux États-Unis.

## Histoire
La résidence est commandée par l'industriel, philanthrope et mécène d'architecture américain J. Irwin Miller et son épouse Xenia Simons Miller en 1953. Miller a soutenu la construction de plusieurs bâtiments à l'architecture moderne à Columbus. Pour mener à bien ce projet, l’architecte s’entoure de plusieurs personnes : son principal associé Kevin Roche, l'architecte d'intérieur Alexander Girard et l’architecte paysagiste Dan Kiley.
La maison a été déclarée National Historic Landmark en 2000. La famille Miller reste propriétaire de la maison jusqu'en 2008, lorsque Xenia Miller est décédé. En 2009, des membres de la famille Miller ont fait don de la maison, des jardins, ainsi que de nombreux meubles originaux à l’Indianapolis Museum of Art.

## Galerie

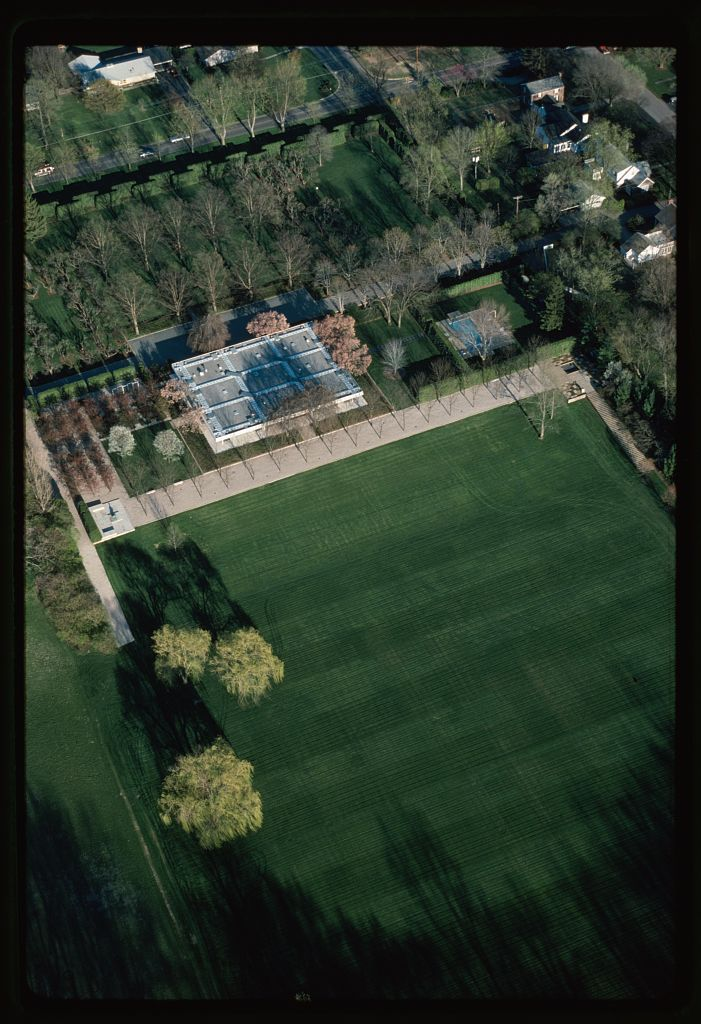
Vue aérienne de la maison et son terrain.
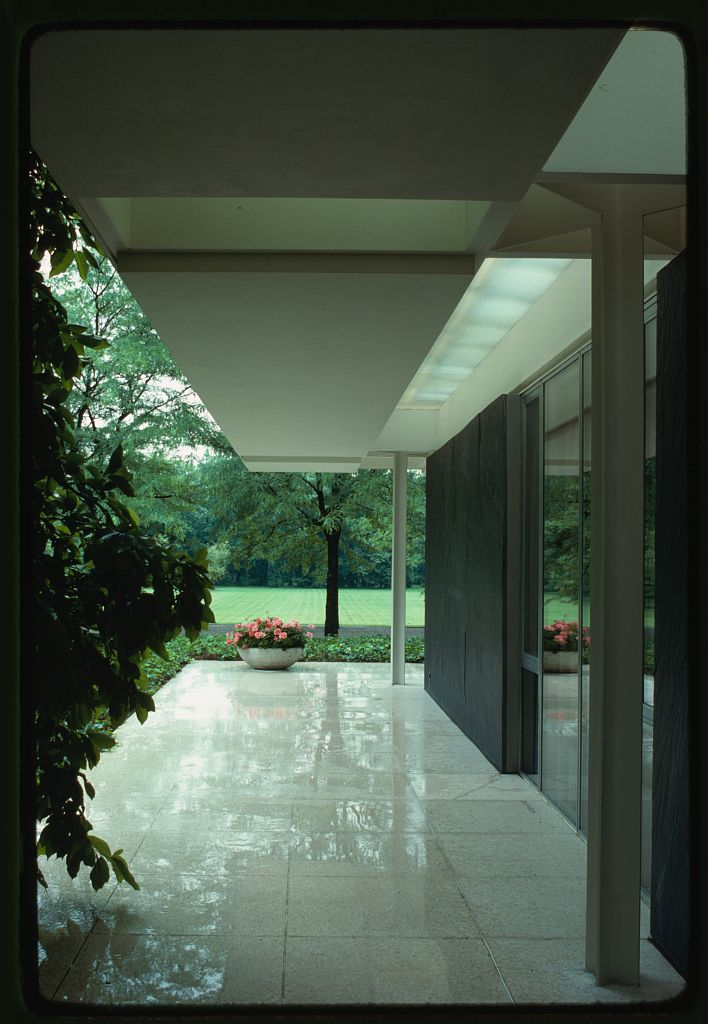
Détail extérieur.
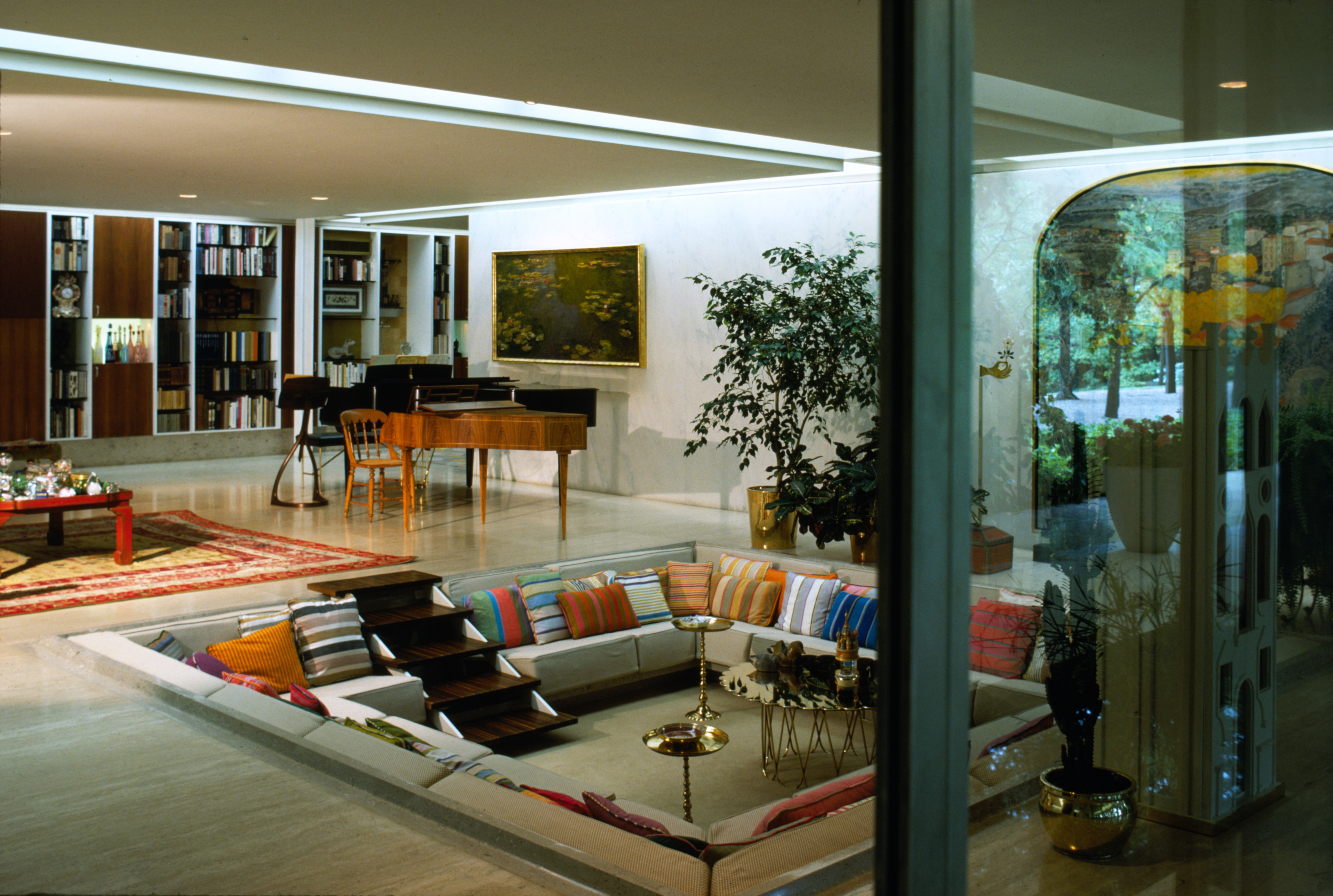
Détail du salon depuis la terrasse.